# Angelika Ouedraogo
Angelika Ouedraogo (ur. 4 grudnia 1993 w Wagadugu) – pływaczka, reprezentantka Burkina Faso, uczestniczka igrzysk olimpijskich.
Na igrzyskach olimpijskich osiemnastoletnia Ouedraogo wystartowała podczas XXX Letnich Igrzysk Olimpijskich w 2012 roku w Londynie. Wzięła tam udział w jednej konkurencji pływackiej. Na dystansie 50 metrów stylem dowolnym wystartowała w drugim wyścigu eliminacyjnym. Z czasem 32,19 zajęła w nim drugie miejsce, a ostatecznie, w rankingu ogólnym, uplasowała się na sześćdziesiątym czwartym miejscu.